# Viv Anderson
Vivian Alexander „Viv“ Anderson, MBE (* 29. Juli 1956 in Nottingham) ist ein ehemaliger englischer Fußballspieler und wurde als erster dunkelhäutiger englischer Nationalspieler bekannt.
Der Karrierenmeilenstein für Anderson als rechter Außenverteidiger war der erstmalige Einsatz am 29. November 1978, als er im Wembley-Stadion erstmals für England gegen die damalige Tschechoslowakei spielte. England gewann dieses wichtige Spiel mit 2:1, obwohl sich Andersons Nationalmannschaftskarriere im Anschluss mehr als eine Geschichte des Zweitbesten herausstellen sollte.

## Fußballerische Laufbahn
Anderson stieß 1974 zu der Profimannschaft von Nottingham Forest und wurde zwei Jahre später Stammspieler, als Brian Clough die sportliche Leitung übernahm. Er war Teil des Teams, das 1977 den Aufstieg in die höchste englische Spielklasse sicherte und nur ein Jahr später als Aufsteiger die englische Meisterschaft in der First Division 1977/78 und den Ligapokal gewann.
Als Anderson in die Nationalmannschaft berufen wurde, betonte Trainer Ron Greenwood, dass die Nominierung keinesfalls in Zusammenhang mit politischen Themen stehe und auch nicht durch die stetig wachsende Anzahl von dunkelhäutigen Spielern im Profifußball begründet sei, sondern alleinig als Ergebnis seiner starken Leistungen in einem formstarken Team zu sehen war. Als kantiger Abwehrspieler war er für seine Tacklings berühmt und konnte zudem bei seinen schnellen Vorstößen in die Offensive einige entscheidende Tore schießen. Eine weitere Rechtfertigung für seine Nominierung war der erneute Gewinn der Ligapokals sowie, nachdem Malmö FF im Finale bezwungen wurde, der Sieg im Europapokal der Landesmeister 1978/79. Sein erster Einsatz für England fand am 29. November 1978 im Länderspiel gegen die Tschechoslowakei im Wembley-Stadion statt.
Anderson sah sich zu dieser Zeit in der Nationalmannschaft harter Konkurrenz um die Position des rechten Verteidigers ausgesetzt. Phil Neal vom FC Liverpool war zum Abschluss der 1970er und Anfang der 1980er Jahre die erste Wahl auf dieser Position und Trevor Cherry, Mannschaftskapitän von Leeds United, ebenfalls rechter Verteidiger, wurde auch regelmäßig nominiert. Anderson musste also geduldig auf seinen zweiten Einsatz warten, der dann im Juni 1979 beim Freundschaftsspiel gegen Schweden folgte. Sein dritter Einsatz, gleichbedeutend mit seinem ersten Pflichtspiel, war das Qualifikationsspiel für die EM 1980 in Italien gegen Bulgarien, das England im Wembley-Stadion mit 3:0 gewann.
Anderson errang mit Nottingham Forest in dieser Zeit seinen nächsten Erfolg, als im Finale des Europapokal der Landesmeister 1979/80 in Madrid der Hamburger SV bezwungen wurde und damit der Titel aus dem Vorjahr verteidigt werden konnte.
Nachdem sich England für die Europameisterschaft in Italien qualifiziert hatte, wurde Anderson in den Kader berufen und spielte in der letzten Partie als Ersatz für Neal gegen Spanien. England gewann diese Begegnung mit 2:1, schied jedoch trotzdem aus dem Wettbewerb aus. Kurze Zeit später wurde Anderson beim ersten Qualifikationsspiel zur WM 1982 in Spanien gegen Norwegen eingesetzt, das England mit 4:0 gewann. Nach der gelungenen Qualifikation und dem Kampf um die Position zwischen Anderson und Neal, sollte dann jedoch keiner der beiden mehr als Stammspieler gelten.
Aufgrund der Verletzung von Kevin Keegan benötigte Greenwood einen erfahrenen Spielführer, der das englische Team in Spanien anführen sollte. Dabei fiel die Wahl auf den Mannschaftskapitän von Ipswich Town, Mick Mills, der zwar normalerweise als linker Verteidiger fungierte, aber aufgrund des unumstrittenen Kenny Sansom auf dieser Seite nach rechts wechselte, so dass weder für Neal noch für Anderson Verwendung gefunden werden konnte. Neal spielte im letzten Gruppenspiel gegen Kuwait, um Mills nach bereits sichergestellter Qualifikation eine Pause zu ermöglichen. Dieser spielte dann wieder in der zweiten Phase des Turniers, die die englische Mannschaft nicht mehr überstand. Anderson kam währenddessen nicht zum Einsatz.
Als die große Zeit von Nottingham Forest zu Ende ging (die nächste Trophäe nach dem Europapokalerfolg von 1980 folgte erst neun Jahre später), schien auch Andersons internationale Karriere zu stagnieren. Nach der Weltmeisterschaft und dem Abgang Greenwoods wurde er von dem neuen Trainer Bobby Robson bis 1984 nicht mehr berufen und Neal weiterhin bevorzugt. England verpasste die Qualifikation zur EM 1984 in Frankreich und Anderson kam nach zweijähriger Abwesenheit im April 1984 zu seinem elften Länderspiel. Im gleichen Jahr wechselte er für 220.000 britische Pfund zum FC Arsenal und erhoffte sich dadurch eine Wiederbelebung seiner Karriere.
Diese Entscheidung wirkte sich förderlich aus und Anderson wurde in sechs aufeinanderfolgenden Spielen zwischen 1984 und 1985 eingesetzt, inklusive vierer Qualifikationsspiele für die WM 1986 in Mexiko, wobei er in dem ersten Spiel sein erstes Tor für England zum 8:0-Sieg gegen die Türkei beisteuerte. Danach gab Robson dem jungen Gary Stevens vom FC Everton eine Chance als rechter Verteidiger. Als dieser Robson überzeugen konnte, fand sich Anderson erneut als Reservespieler auf der Ersatzbank wieder. Robson rotierte auf dieser Position zwar regelmäßig, aber Stevens erhielt insgesamt mehr Einsätze. Nachdem sich England für die Weltmeisterschaft qualifiziert hatte und beide Spieler nominiert worden waren, war Anderson nur noch Ersatzmann hinter Stevens.
Stevens absolvierte das komplette Turnier in Mexiko bis zum Aus im Viertelfinale gegen eine von Diego Maradona dominierte argentinische Mannschaft. Erneut war Anderson zu einem Weltmeisterschaftsturnier gereist, ohne auch nur eine Minute auf dem Fußballfeld gestanden zu haben. Damit ist Anderson einer der wenigen Feldspieler, die gleich bei mehreren Weltmeisterschaften im Kader waren, ohne eingesetzt worden zu sein. 
Zum Abschluss des Jahres 1986, als sich England für die EM 1988 in Deutschland zu qualifizieren begann, schoss Anderson im Spiel gegen Jugoslawien sein zweites und letztes Nationalmannschaftstor.
Im Jahr 1987 errang er mit Arsenal nach acht Jahren wieder eine Trophäe, als im Ligapokal Liverpool mit 2:1 besiegt werden konnte. Im gleichen Jahr wechselte er für 250.000 britische Pfund zu Manchester United und war dabei der erste Einkauf von Alex Ferguson, der dort seine erste Saison ansteuerte. Die Anhänger von Arsenal bedauerten diesen Weggang und wurden bestätigt, als George Graham keinen adäquaten Ersatz fand und mit dem unerfahrenen Mittelfeldspieler Michael Thomas sowie dem Linksfuß Nigel Winterburn unbefriedigende Notlösungen ausprobierte. Letztendlich wurde das Problem durch die Ankunft von Lee Dixon gelöst.
In der Zwischenzeit fand Stevens seinen Weg zurück in die englische Nationalmannschaft und Andersons 30. Länderspiel während des Rous Cups gegen Kolumbien war auch sein letztes, obwohl er sich danach auch im Kader für die Europameisterschaft befand. England verlor alle drei Gruppenspiele, wobei auch Stevens stark kritisiert wurde, aber seinen Platz in der Mannschaft verteidigte. Auch bei seinem dritten großen Turnier in Folge war Anderson somit ohne Einsatzminute. Als Robson dann nach jüngeren Alternativen zu Stevens suchte, endete mit dieser Entscheidung Andersons internationale Karriere.
Anderson absolvierte drei Spielzeiten für Manchester United, hatte dabei aber stets mit Verletzungen zu kämpfen und wurde dann an Sheffield Wednesday verkauft. Dort gelang ihm in seiner ersten Saison in Hillsborough der Aufstieg in die neu gegründete Premier League. Anschließend erreichte er im Jahr 1993 sowohl im Ligapokal als auch im FA Cup das Finale und verlor beide gegen seinen alten Verein Arsenal London.
Später wurde er kurzzeitig Trainer beim FC Barnsley und anschließend Teil des Trainerstabs seines früheren Mitspielers Bryan Robson beim FC Middlesbrough, wo er auch seine aktive Fußballerkarriere 1995 beendet hatte. Als Robson im Jahr 2001 den Verein verließ, ging auch Anderson und kehrte seitdem nicht mehr zum Fußball zurück.
1997 wurde Anderson bei einer Abstimmung unter Anhängern von Nottingham Forest mit einer Zustimmung von 96 Prozent in die beste Elf aller Zeiten für den rechten Verteidigerposten gewählt.
Januar 2000 wurde der ehemalige englische Internationale von der Queen mit der Order of the British Empire ausgezeichnet.
Im Jahre 2004 wurde Anderson für seinen Einfluss im englischen Ligafußball in die English Football Hall of Fame aufgenommen und ist seit jeher ein treuer Unterstützer des 2001 eröffneten National Football Museum im Urbis in Manchester.
Ab dem Jahre 2005 betrieb Viv Anderson eine Sportreiseagentur und arbeitete nebenbei als Sonderbotschafter für The Football Association. Des Weiteren tritt er des Öfteren als Experte für MUTV, Manchester Uniteds offiziellen Fernsehsender, in Erscheinung.
Seit 2011 wird im People’s History Museum in Manchester das Trikot Andersons, das er bei seinem Nationalteamdebüt am 29. November 1978 gegen die Tschechoslowakei getragen hatte, ausgestellt. Es ist eine Leihgabe Andersons an das Museum, nachdem er es selbst jahrelang in einer Box in seiner Garage aufbewahrt hatte.
2014 war er in der neunten Episode der zweiten Staffel der mit einem BAFTA-Award ausgezeichneten CBBC-Kinderserie The Dumping Ground bei einem Gastauftritt zu sehen.
Außerdem ist Viv Anderson Botschafter und Unterstützer des StreetGames Football Pools Fives Festival, wobei er unter anderem den Moss Side Sports Club aus Manchester trainiert.
Sein 1991 geborener Sohn Charlie ist ebenfalls als Fußballspieler aktiv, brachte es jedoch nicht über den Amateurbereich hinaus.

## Erfolge
- Englischer Meister: 1978 (mit Nottingham Forest)
- Europapokalsieger der Landesmeister: 1979, 1980 (mit Nottingham Forest)
- Europäischer Supercup-Gewinner: 1979 (mit Nottingham Forest)
- Englischer Ligapokalsieger: 1978, 1979 (mit Nottingham Forest) und 1987 (mit dem FC Arsenal)